# Physaria rollinsii
Physaria rollinsii är en korsblommig växtart som beskrevs av Gerald Alfred Mulligan. Physaria rollinsii ingår i släktet Physaria och familjen korsblommiga växter. Inga underarter finns listade i Catalogue of Life.